# Bársonyhomlokú csiröge
A bársonyhomlokú csiröge (Lampropsar tanagrinus) a madarak osztályának verébalakúak (Passeriformes) rendjébe, azon belül a csirögefélék (Icteridae) családjába tartozó Lampropsar nem egyetlen faja.
Magyar neve, forrással nincs megerősítve.

## Rendszerezése
A fajt Johann Baptist von Spix német ornitológus írta le 1824-ben, az Icterus nembe Icterus tanagrinus néven.

## Alfajai
- Lampropsar tanagrinus boliviensis Gyldenstolpe, 1941
- Lampropsar tanagrinus guianensis Cabanis, 1848
- Lampropsar tanagrinus macropterus Gyldenstolpe, 1945
- Lampropsar tanagrinus tanagrinus (Spix, 1824)
- Lampropsar tanagrinus violaceus Hellmayr, 1906[2]

## Előfordulása
Bolívia, Brazília, Kolumbia, Ecuador, Guyana, Peru és Venezuela területén honos. A természetes élőhelye szubtrópusi és trópusi síkvidéki erdők és mocsári erdők, valamint szezonálisan elárasztott legelők. Állandó, nem vonuló faj.

## Megjelenése
Testhossza 19-20,3 centiméter, testtömege 55-60 gramm.

## Életmódja
Gerinctelenekkel táplálkozik.